# Мангольдт, Ханс фон
Ханс Карл Эмиль фон Мангольдт (нем. Hans Carl Emil von Mangoldt; 9 июня 1824, Дрезден — 16 апреля 1868, Висбаден) — немецкий экономист, автор теории предпринимательской прибыли.

## Биография
Учился в Лейпцигском университете. Служил в качестве профессора в Геттингене и Фрайбурге.